# Мо Сизлак
Морис „Мо“ Лестер Сизлак (енгл. Morris "Moe" Lester Szyslak) је измишљени лик из анимиране ТВ серије Симпсонови, глас му позајмљује Ханк Азарија.